# Coupe de Chine 2015
Navigation
Édition précédente Édition suivante
La Coupe de Chine est une compétition internationale de patinage artistique qui se déroule en Chine au cours de l'automne. Elle accueille des patineurs amateurs de niveau senior dans quatre catégories: simple messieurs, simple dames, couple artistique et danse sur glace.
La treizième Coupe de Chine est organisée du 6 au 8 novembre 2015 au palais omnisports de Pékin. Elle est la troisième compétition du Grand Prix ISU senior de la saison 2015/2016.

## Résultats

### Messieurs
| Rang | Nom                        | Pays        | Points | Programme court | Programme court | Programme libre | Programme libre |
| ---- | -------------------------- | ----------- | ------ | --------------- | --------------- | --------------- | --------------- |
| 1    | Javier Fernández           | Espagne     | 270.55 | 1               | 93.19           | 1               | 177.36          |
| 2    | Jin Boyang                 | Chine       | 261.26 | 2               | 90.05           | 2               | 171.18          |
| 3    | Yan Han                    | Chine       | 230.33 | 6               | 73.97           | 3               | 156.36          |
| 4    | Grant Hochstein            | États-Unis  | 222.74 | 5               | 74.27           | 4               | 148.47          |
| 5    | Sergey Voronov             | Russie      | 222.17 | 3               | 80.99           | 8               | 141.18          |
| 6    | Michael Christian Martinez | Philippines | 220.36 | 7               | 72.24           | 5               | 148.12          |
| 7    | Richard Dornbush           | États-Unis  | 217.26 | 8               | 70.21           | 7               | 147.05          |
| 8    | Misha Ge                   | Ouzbékistan | 217.17 | 9               | 69.13           | 6               | 148.04          |
| 9    | Song Nan                   | Chine       | 212.10 | 4               | 76.46           | 9               | 135.64          |
| 10   | Ivan Righini               | Italie      | 200.98 | 10              | 68.98           | 11              | 132.00          |
| 11   | Elladj Baldé               | Canada      | 199.41 | 12              | 64.68           | 10              | 134.73          |
| 12   | Moris Kvitelashvili        | Russie      | 192.10 | 11              | 66.92           | 12              | 125.18          |

### Dames
| Rang | Nom             | Pays         | Points | Programme court | Programme court | Programme libre | Programme libre |
| ---- | --------------- | ------------ | ------ | --------------- | --------------- | --------------- | --------------- |
| 1    | Mao Asada       | Japon        | 197.48 | 1               | 71.73           | 3               | 125.75          |
| 2    | Rika Hongo      | Japon        | 195.76 | 2               | 65.79           | 1               | 129.97          |
| 3    | Elena Radionova | Russie       | 184.28 | 6               | 58.51           | 2               | 125.77          |
| 4    | Anna Pogorilaya | Russie       | 184.16 | 4               | 61.47           | 4               | 122.69          |
| 5    | Karen Chen      | États-Unis   | 175.93 | 7               | 58.30           | 5               | 117.63          |
| 6    | Courtney Hicks  | États-Unis   | 166.00 | 3               | 62.38           | 8               | 103.62          |
| 7    | Nicole Rajičová | Slovaquie    | 165.26 | 9               | 54.76           | 7               | 110.50          |
| 8    | Park So-youn    | Corée du Sud | 164.28 | 10              | 52.47           | 6               | 111.81          |
| 9    | Li Zijun        | Chine        | 159.13 | 5               | 58.62           | 9               | 100.51          |
| 10   | Hannah Miller   | États-Unis   | 151.73 | 8               | 55.25           | 10              | 96.48           |
| 11   | Zhao Ziquan     | Chine        | 139.77 | 11              | 48.66           | 11              | 91.11           |
| 12   | Zheng Lu        | Chine        | 130.32 | 12              | 47.23           | 12              | 83.09           |

### Couples
| Rang | Nom                                    | Pays      | Points | Programme court | Programme court | Programme libre | Programme libre |
| ---- | -------------------------------------- | --------- | ------ | --------------- | --------------- | --------------- | --------------- |
| 1    | Yuko Kavaguti / Alexandre Smirnov      | Russie    | 216.00 | 2               | 72.45           | 1               | 143.55          |
| 2    | Sui Wenjing / Han Cong                 | Chine     | 215.62 | 1               | 74.40           | 2               | 141.22          |
| 3    | Yu Xiaoyu / Jin Yang                   | Chine     | 197.75 | 3               | 70.06           | 3               | 127.69          |
| 4    | Wang Xuehan / Wang Lei                 | Chine     | 186.76 | 4               | 69.36           | 4               | 117.40          |
| 5    | Kristina Astakhova / Alexei Rogonov    | Russie    | 173.36 | 6               | 59.17           | 5               | 114.19          |
| 6    | Mari Vartmann / Ruben Blommaert        | Allemagne | 171.41 | 5               | 63.45           | 7               | 107.96          |
| 7    | Lubov Iliushechkina / Dylan Moscovitch | Canada    | 166.80 | 7               | 55.42           | 6               | 111.38          |
| 8    | Vanessa Grenier / Maxime Deschamps     | Canada    | 159.34 | 8               | 52.41           | 8               | 106.93          |

### Danse sur glace
| Rang    | Nom                               | Pays       | Points | Danse courte | Danse courte | Danse libre | Danse libre |
| ------- | --------------------------------- | ---------- | ------ | ------------ | ------------ | ----------- | ----------- |
| 1       | Anna Cappellini / Luca Lanotte    | Italie     | 173.30 | 1            | 66.39        | 1           | 106.91      |
| 2       | Madison Chock / Evan Bates        | États-Unis | 169.16 | 2            | 65.36        | 2           | 103.80      |
| 3       | Elena Ilinykh / Ruslan Zhiganshin | Russie     | 159.00 | 3            | 63.54        | 3           | 95.46       |
| 4       | Federica Testa / Lukáš Csölley    | Slovaquie  | 136.17 | 5            | 53.90        | 4           | 82.27       |
| 5       | Zhao Yue / Zheng Xun              | Chine      | 129.65 | 6            | 51.02        | 5           | 78.63       |
| 6       | Wang Shiyue / Liu Xinyu           | Chine      | 126.73 | 7            | 50.64        | 6           | 76.09       |
| Abandon | Kaitlin Hawayek / Jean-Luc Baker  | États-Unis |        | 4            | 58.35        |             |             |
| Forfait | Cong Yue / Sun Zhuoming           | Chine      |        |              |              |             |             |

## Source
- Résultats de la Coupe de Chine 2015 sur le site de l'ISU